# Отрицание Холокоста в России
Отрицание Холокоста в России — преуменьшение либо отрицание сущности Холокоста в том виде, в котором его описывает общепринятая историография.
Данное явление носит по большей части заимствованный с Запада характер, но многие идеи отрицателей опираются на советский антисионизм. Среди причин его распространения в России называют массовый антисемитизм, неинформированность населения, подрыв доверия к официальной историографии и т. д. При этом сдерживающими факторами к его распространению является память о Великой Отечественной войне и отрицательное отношение к нацизму.
В отличие от стран Запада, отрицание Холокоста появилось в России после многолетнего замалчивания Холокоста в СССР, которое осуществлялось по идеологическим причинам, что оказало существенное влияние на ситуацию в постсоветской России.
С 2003 года в России тема Холокоста включена в проект государственного стандарта исторического образования, в результате чего наличие её в учебниках стало обязательным. Начиная с 2022 года проблема преуменьшения и искажения Холокоста в России вновь обострилась в связи вооружёнными конфликтами на Украине и на Ближнем Востоке. C 2014 года отрицание Холокоста в России преследуется законодательно, однако правоприменительная практика редко приводит к обвинительным судебным приговорам.
Российские отрицатели поддерживают активные контакты со своими зарубежными единомышленниками.

## Замалчивание Холокоста в СССР

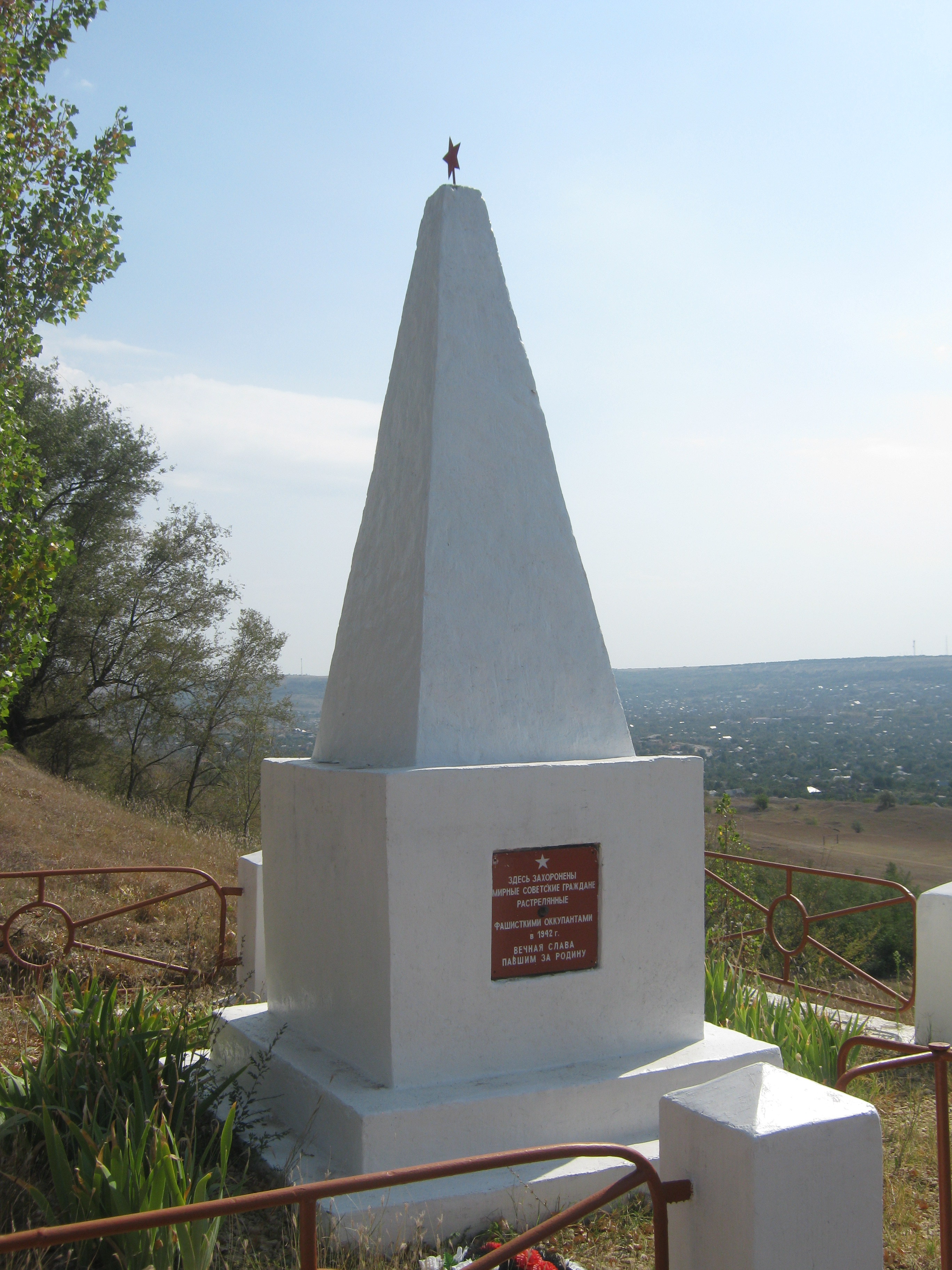
Памятник в Светлограде на месте расстрела евреев с надписью «Здесь захоронены мирные советские граждане, расстрелянные фашистскими оккупантами в 1942 г.»

В советской историографии отсутствовали как специальные монографии, так и публикации сборников документов, посвящённые нацистскому геноциду евреев на оккупированной территории СССР. Холокост замалчивался по идеологическим причинам. По мнению ряда историков, основной причиной того, что Советский Союз замалчивал Холокост, был государственный антисемитизм.
При этом одни учёные считают, что отрицания Холокоста в Советском Союзе не было. Так, Даниэль Романовский полагал, что «для СССР более характерно было не отрицание Холокоста, а его тривиализация». Другие исследователи пишут, что как происходившее в 1950—1980-е годы замалчивание самого факта Холокоста, так и сокрытие документов о нём можно квалифицировать как разновидность отрицания. Как утверждает Краткая еврейская энциклопедия, ревизионисты в Советском Союзе обходили нацистский геноцид евреев молчанием, изымая его из истории.
Ряд ученых называет первым советским отрицателем Холокоста антисионистского и антисемитского публициста Льва Корнеева, который обвинял сионистов в значительном преувеличении числа еврейских жертв и использовал отдельные элементы отрицания Холокоста в идеологических целях. Людмила Дымерская-Цигельман считает, что эти идеи были заимствованы советскими пропагандистами из западной неонацистской литературы. А вот тезис Корнеева о «сотрудничестве сионистов с нацистами» и о «пособничестве» сионистов в уничтожении миллионов соплеменников был оригинальной и типично советской продукцией, сходной с советскими обвинениями «врагов народа», которая сразу же получила широкую популярность в арабской антиизраильской пропаганде.
Историк профессор Ярослав Грицак пишет, что Холокост был одной из главных жертв советской политики ликвидации исторической памяти еврейского народа: согласно советской версии, нацисты и их пособники убивали евреев не за то, что они были евреями, а за то, что они были советскими гражданами.
По мнению профессора Мичиганского университета Цви Гительмана, советская историография, не просто «замалчивала тему Холокоста», а, более того, полностью отказывалась признать её «уникальность» на фоне других зверств тем, что она не выделяла сведения об уничтожении евреев нацистами в самостоятельную исследовательскую проблему. Аналогичное мнение высказывает историк Кирилл Феферман. Павел Полян пишет, что до конца 1980-х годов Холокост как историческое явление оставался запретной темой для советских историков, до этого же времени архивы были закрыты для учёных.
Замалчивание этой темы в СССР оказало на российское общество, власти и науку крайне негативное влияние. Как полагает Илья Альтман, в России это влияние было большим, чем где-либо на постсоветском пространстве в Европе. Кроме того, на массовое сознание оказал воздействие подрыв доверия к советской историографии и вынужденный пересмотр отношения к истории России.

## В постсоветской России
Основными причинами распространения отрицания Холокоста в постсоветской России историк Мария Альтман называет:
- многолетнее замалчивание и фактическое отрицание Холокоста в СССР обществом и государством;
- политику антисемитизма и длительную «борьбу с сионизмом»;
- последствия тоталитаризма и крах господствующей идеологии;
- несовершенство законодательства и слабость гражданского общества в России;
- отсутствие темы Холокоста в системе образования, недостаток публикаций на эту тему и недооценка её важности демократическими силами;
- распространение националистических идеологий и глубокие корни антисемитизма в общественном сознании.

Она же, говоря о распространении отрицания Холокоста в России, отмечала, что поколение постсоветской России более предрасположено к такого рода идеям в силу отсутствия советской системы обучения, прививавшей сильные антифашистские взгляды.

### Замалчивание и искажение
Замалчивание в России в течение десятилетий темы Холокоста привело к серьёзным проблемам с учебниками истории. Ряд научных сотрудников ведущих институтов Российской академии наук и Российский еврейский конгресс предъявили претензии по данному вопросу к авторам школьных учебников по истории. Исследователи утверждают, что практически во всех учебниках, выпущенных до 2004 года, Холокост либо не был отражён вовсе, либо не был показан как «единственный случай в мировой истории, когда некое государство предприняло попытку полностью уничтожить отдельный народ».
Выступая на конференции, посвящённой 60-й годовщине освобождения узников концлагерей и гетто, посол Израиля в России Аркадий Мильман в частном порядке выразил недоумение тем, что в российских учебниках истории нет упоминания о геноциде евреев. Согласно проведённому в России в 1996 году социологическому исследованию, 91 % опрошенных россиян не знали значения термина «Холокост», а 49 % ничего не слышали об Освенциме, Дахау и Треблинке.
В 2003 году тема Холокоста была включена в проект государственного стандарта исторического образования, в результате чего включение её в учебники стало обязательным. В 2010 году был разработан единый учебный модуль по теме Холокоста, рекомендованный Минобрнауки России. Опубликованы учебно-методические рекомендации для учителей по изучению темы Холокоста, вопросы о Холокосте включены в ЕГЭ (2011). Распространяется преподавание Холокоста в рамках факультативных внеурочных занятий. Проводятся масштабные конкурсы работ учащихся и студентов. При этом в России отсутствует государственная программа преподавания темы Холокоста.
Культуролог Ксения Полуэктова-Кример считает, что коллективной национальной памяти о Холокосте в России нет, а в учебных программах Холокосту уделяется крайне мало времени. Как отмечал Сергей Кропачёв, количество российских публикаций, мемуаров и документов, посвящённых Холокосту, непрерывно растёт, кроме того, сложился круг исследователей, которые целенаправленно занимаются данным вопросом.
По мнению социолога Бориса Дубина, несмотря на наличие немалого количества российских исторических трудов, посвящённых Холокосту, и некоторых произведений искусства, «фактически Холокоста как темы в массовой российской культуре не существует, такого события просто нет», а его место занимает победа СССР в Великой Отечественной войне.
Начиная с 2022 года проблема преуменьшения и искажения Холокоста в России вновь обострилась в связи вооружёнными конфликтами на Украине и на Ближнем Востоке. Так, представитель МИД России Мария Захарова в докладе, где она упрекала Германию за поддержку Израиля в Международном суде ООН, при рассуждении о жертвах нацизма не упомянула геноцид евреев, утверждая, что главной целью Гитлера якобы было уничтожение «славянских народов». Министр иностранных дел России Сергей Лавров в связи с претензиями о заявленной Россией «денацификации Украины», президентом которой является еврей Владимир Зеленский, сначала заявил о якобы еврейском происхождении Гитлера, а после скандала и извинений по этому вопросу утверждал, что НАТО «использует Украину для ведения опосредованной войны против России со старой целью окончательно решить „русский вопрос“, как Гитлер, который искал окончательное решение „еврейского вопроса“». Как пишет историк и политолог Джордж Пороскун, Россия использует риторику Холокоста для дискредитации оппонентов — Украины и Израиля. Манипулируя исторической памятью для достижения практических внешнеполитических целей, Кремль возрождает «мягкие» формы отрицания Холокоста и подменяет Холокост «геноцидом советского народа».

### Отрицание
По оценке историка Марии Альтман, замалчивание Холокоста, ставшее, на её взгляд, следствием государственного антисемитизма в СССР, после его распада в свою очередь способствовало появлению в России националистических и профашистских движений. Публикациям с отрицанием Холокоста предшествовала пропаганда идей нацизма, издание биографий лидеров Третьего рейха и тому подобной литературы. Однако, как полагают исследователи Стелла Рок и Стивен Аткинс, одним из сдерживающих факторов к его распространению является память о Великой Отечественной войне и отрицательное отношение населения к нацизму.
Одним из первых российских отрицателей Стивен Аткинс называет лидера антисемитской праворадикальной организации «Память» Константина Смирнова-Осташвили. В середине 1990-х годов появилась литература, в которой отрицался сам факт Холокоста или ставились под сомнение его существенные аспекты. Рост таких публикаций, возможно, был стимулирован информацией 1996 года о материальных компенсациях узникам нацистских лагерей со стороны Швейцарии. С сентября 1996 года по февраль 1997 года в России было распространено около 200 тысяч экземпляров книги Юргена Графа «Миф о Холокосте». В том же 1996 году на русском языке была издана брошюра Ричарда Харвуда «Шесть миллионов — потеряны и найдены».

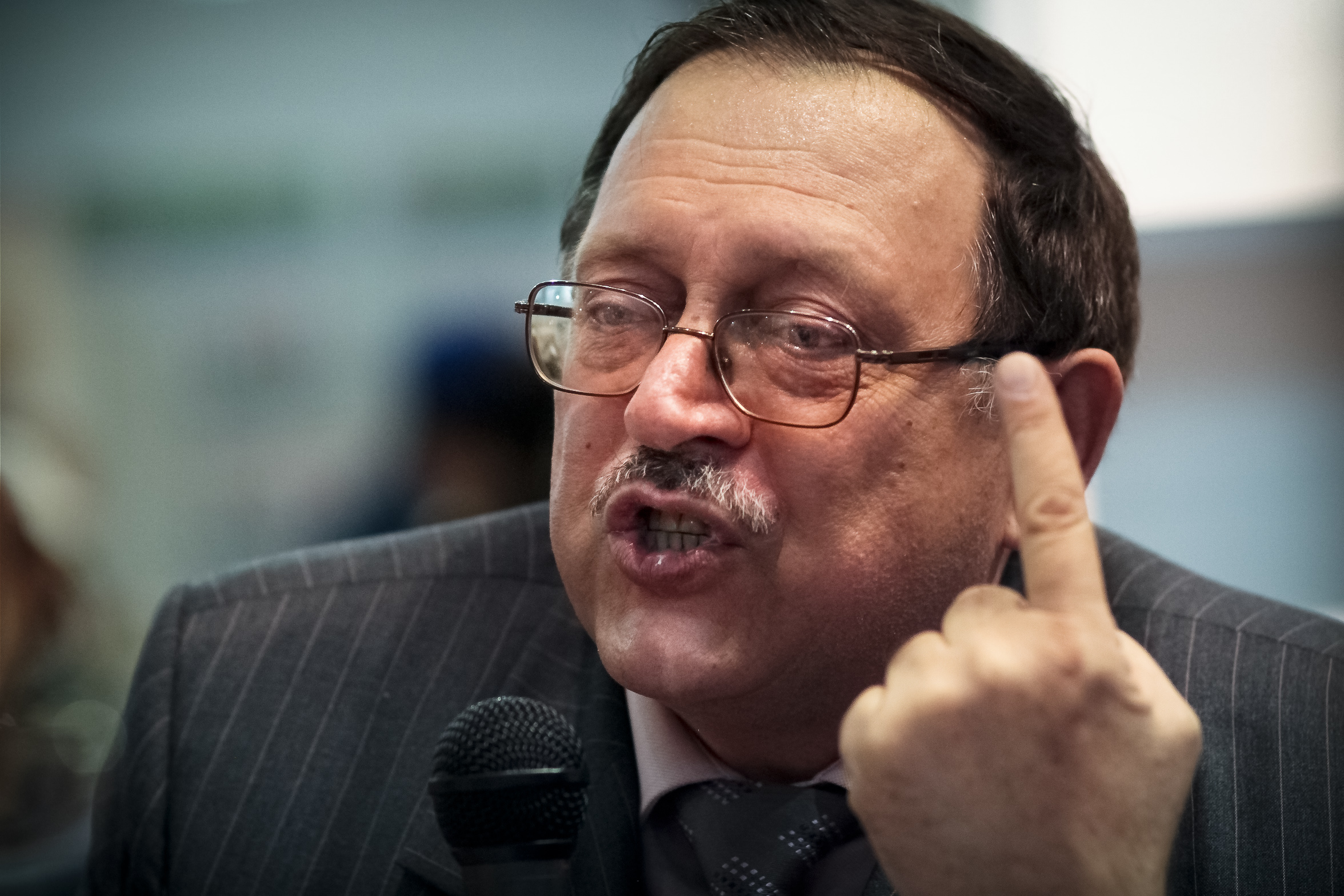
Один из известных российских отрицателей Холокоста, главный редактор газеты «Дуэль» (1995—2009) Юрий Мухин

Мария Альтман выделяет у национал-патриотов следующие тенденции в описании Холокоста:
- прямое или полное его отрицание;
- сомнения в его существовании — в целом или по отдельным фактам;
- преуменьшение масштабов;
- искажение событий и фактов;
- неправильное истолкование термина;
- оправдание Холокоста.

Из около 6000 статей в национал-патриотической прессе с 1992 года по 1998 год лишь 36 упоминали или рассматривали Холокост, но все они отрицали либо преуменьшали его. Например, газета «Наше отечество» из Санкт-Петербурга с тиражом 9000 экземпляров в № 58 за 1996 год писала, что «легенда» о Холокосте была использована сионистами, чтобы создать комплекс вины у немцев и получить сочувствие других народов.
По большей части используемые российскими отрицателями Холокоста материалы были заимствованы с Запада. Российские отрицатели делают упор на то, что геноцид советских евреев, хотя в значительно меньших масштабах, чем утверждают учёные, имел место, а вот евреев других стран вообще никто не убивал. Многие свои идеи современные отрицатели черпают из советской антисионистской литературы 1960—1980-х годов. Вместо прямых проявлений антисемитизма отрицатели предпочитают атаковать евреев как «сионистов». Члены КПРФ распространяли идею о том, что Гитлер действовал в союзе с сионистами или был ими обманут. Руководитель НПФ «Память» Дмитрий Васильев утверждал, что вся нацистская верхушка во главе с Гитлером состояла из евреев. Олег Платонов противопоставлял «Русский Холокост» еврейскому как утверждение о массовых убийствах русских под руководством евреев и намёк на еврейский заговор с целью разрушения России, аналогичным образом делаются утверждения о «Холокосте казаков» евреями и т. п.
Одной из главных трибун российских отрицателей с 1996 по 2009 год была газета «Дуэль». С 2003 года по 2006 год действовал сайт «Ревизионизм холокоста» (www.revisio.msk.ru), созданный Никитой Саламандровым. Идеи отрицателей нашли отражение в таких ресурсах, как «Русский вестник», «Русская линия», «Левая Россия» и др. Главный редактор «Дуэли» Юрий Мухин активно пропагандировал версию, что целью Гитлера было выселение евреев Европы в Палестину. В 2004—2005 годах книги Мухина и Графа были изданы издательством «Эксмо» и попали в крупнейшие магазины.
Израильский историк Даниэль Романовский считал, что российские отрицатели Холокоста (в частности, Вадим Кожинов) отличаются низким интеллектуальным уровнем по сравнению с единомышленниками из США и Европы и отсутствием каких-либо самостоятельных свежих идей. Среди российских отрицателей Холокоста учёные называют также Олега Платонова, Бориса Миронова, Александра Проханова и некоторых других. Историки отмечают, что отрицание Холокоста объединяет такие несхожие явления, как неонацизм, неоязычество, православный фундаментализм, монархизм и радикальный исламизм.
Согласно социологическому исследованию Левада-центра, проведенного в 2020 году, в России с отрицанием Холокоста сталкивалось 20-21 % опрошенных, в том числе 2-3 % постоянно, 4 % часто и 14 % иногда. 79 % опрошенных ничего об отрицании Холокоста не слышали, это примерно соответствует доле респондентов, отрицательно ответивших на вопрос: «Когда, в какие эпохи евреи подвергались особым притеснениям?» 12 % опрошенных никогда не слышали о геноциде евреев или узнали о нём из опроса. При этом нежелание считать отрицание Холокоста антисемитизмом или утверждение о преувеличении масштабов уничтожения евреев разделяло 43 % опрошенных.
Отрицание в России не является чисто маргинальным явлением. Например, с 2021 года на сайте Российского агентства правовой и судебной информации находится статья «Почему в СССР не было Холокоста», объясняющая, что нацисты якобы не выделяли евреев в специфически преследуемую группу, да и сами евреи этого не ощущали.

### Отношение властей
В мае 1997 года член экспертной общественной комиссии Фонда «Взаимопонимание и примирение» Татьяна Жванецкая отметила, что выдача компенсаций многим бывшим узникам гетто и просто скрывавшимся евреям оказалась затруднена. Основанием для непризнания скрывавшихся во время оккупации евреев жертвами преследований стало отсутствие у Фонда при правительстве РФ «официального немецкого документа об „окончательном решении еврейского вопроса“».
В феврале 2009 года на официальном сайте молодёжной организации правящей партии «Единая Россия» появилась статья активиста этой организации Никиты Томилина под названием «Урок Холокоста в Газе», в которой содержались основные тезисы отрицателей Холокоста. Представители «Единой России» отмежевались от статьи, а сама она была убрана с сайта.
В сентябре 2009 года МИД РФ осудил предпринятые президентом Ирана Махмудом Ахмадинежадом попытки отрицания Холокоста. По заявлению представителей МИД, «подобные высказывания о Холокосте, откуда бы они ни исходили, грешат против истины и полностью неприемлемы», оскорбляют память всех жертв Второй мировой войны и тех, кто боролся против фашизма.
Во многом отношение властей к отрицанию Холокоста определяется личной позицией президента России Владимира Путина, который высказывал не только признание факта Холокоста, но и его исключительности. В ноябре 2012 года на церемонии открытия Еврейского музея и центра толерантности Владимир Путин сказал:

Мы должны чётко понимать, что любые попытки пересмотреть вклад нашей страны в великую победу, отрицать Холокост — позорную страницу мировой истории — это не просто цинично и беспринципная ложь, это забвение уроков истории, которое может привести к повторению трагедии.
В 2014 году Владимир Путин назвал отрицание Холокоста преступной практикой.
В январе 2015 года в связи с 70-летием освобождения узников концлагеря Освенцим и Международным днём памяти жертв Холокоста Советом Федерации РФ было принято заявление, в котором государственные и общественные деятели призывались «привлекать к ответственности тех, кто допускает отрицание Холокоста и геноцида в отношении „неарийских“ народов». Председатель Совета Федерации Валентина Матвиенко в связи с этим назвала отрицание Холокоста преступлением перед памятью.
Историк Кирилл Феферман полагает, что риторика российских властей в отношении этой темы позволяет считать, что вопрос отрицания Холокоста в большей степени касается внешней политики России и в меньшей степени — внутренней.

### Преследование
Как пишет Павел Полян, проникновение в Россию идей отрицания Холокоста изначально не встретило ни интереса, ни тем более противодействия со стороны властей. Так, проведённый в 2007 году опрос среди российских депутатов Государственной думы показал единодушное неприятие введения специальной нормы, предусматривающей уголовную ответственность за отрицание Холокоста. Российские парламентарии полагали, что эту проблему не следует выделять в ряду отрицания иных преступлений фашизма. 
Однако вскоре после этого стали появляться законодательные инициативы по запрету отрицания Холокоста. Проекты законов, предусматривающих ответственность за отрицание преступлений нацизма в целом или Холокоста в частности, неоднократно вносились в Государственную Думу РФ. Так, 6 мая 2009 года был внесён законопроект с дополнением Уголовного кодекса РФ статьёй 3541, предусматривающей ответственность за реабилитацию нацизма, в том числе одобрение, отрицание преступлений нацизма против мира и безопасности человечества, совершённые публично. В пояснительной записке к нему указывалось, что деяния, отрицающие факты совершения нацистским режимом геноцида, подлежат безусловной криминализации. Однако, в связи с отрицательными отзывами, этот законопроект не был принят до 2014 года. 25 марта 2013 года членом Совета Федерации российского парламента Борисом Шпигелем был внесён обширный законопроект о недопустимости реабилитации нацизма — в том числе с явным запретом отрицания Холокоста. Однако Государственной думой он рассмотрен не был. 
На фоне событий связанных с аннексией Крыма и конфликтом на Донбассе весной 2014 года был принят закон, предусматривающий уголовную ответственность за реабилитацию нацизма (путём внесения в УК РФ одноимённой статьи 3541). Он был принят Государственной Думой, одобрен Советом Федерации и подписан Президентом
Российской Федерации 5 мая 2014 года. Он вступил в действие с 16 мая 2014 года. В качестве максимального наказания за совершение деяния новый закон предусматривает лишение свободы сроком на 5 лет.
Формулировка части 1 статьи 3541 УК РФ в части установления ответственности за «отрицание фактов, установленных приговором Международного военного трибунала для суда и наказания главных военных преступников европейских стран оси, одобрение преступлений, установленных указанным приговором», по мнению директора Информационно-аналитического центра «Сова» Александра Верховского, является типичной для подобного рода норм, которые криминализируют различные виды исторического ревизионизма и в первую очередь отрицание Холокоста, но, как правило, не называют Холокост прямо и могут применяться к более широкому спектру высказываний.
Некоторые публикации отрицателей, в частности книга «Миф о Холокосте», были запрещены к распространению в России как экстремистские. Кроме того, публичные действия, связанные с отрицанием Холокоста (в том числе размещение соответствующих материалов в Интернете), могут рассматриваться как возбуждение ненависти либо вражды либо унижение достоинства человека или группы лиц по национальному признаку (ст. 282 УК РФ), но длительное время зачастую оставались безнаказанными.
В сентябре 2018 году завершился первый в России судебный процесс, в котором по ч. 1 ст. 3541 УК РФ рассматривалось именно отрицание Холокоста. Русский националист Роман Юшков, ранее трижды судимый за разжигание ненависти и экстремизм, опубликовал в соцсети ссылку на статью писателя Антона Благина «Евреи! Верните немцам деньги за мошенничество с „Holocaust six millions Jews“!». Юшков добавил от себя комментарий, включающий в том числе утверждение, «что так называемый холокост — бесстыдная разводка для гоев». Суд присяжных признал, что эти действия совершил Юшков, но признал его невиновным в нарушении ч. 1 ст. 3541. По мнению правоведа Руслана Шульги, это связано с тем, что в России доля тех, кто поддерживает антисемитские и ксенофобские взгляды, достигает 35 %, а ещё до 10 % считают свидетельства о Холокосте «сильно преувеличенными». При этом германская организация «Радебойльская премия мужества», ранее присвоившая Юшкову одноимённую премию за правозащитную и экологическую деятельность осудила его высказывания, включая отрицание Холокоста и инициировала процесса лишения Юшкова этой награды. Сам Юшков в декабре 2019 года обратился в суд с требованием компенсации в сумме 6 миллионов рублей — «по рублю за каждую загубленную, согласно мифологии Холокоста, еврейскую душу». Суд признал право на компенсацию, но снизил сумму до 50 тысяч рублей, а прокуратура 27 мая 2020 года принесла Юшкову официальные извинения за «незаконное уголовное преследование».
В марте 2021 года было возбуждено уголовное дело по ч. 1 ст. 3541 УК РФ против бывшего профессора Санкт-Петербургского государственного экономического университета Владимира Матвеева, который в ходе вебинара для учителей публично отрицал Холокост. После того, как данный эпизод получил резонанс в СМИ, Матвеев также был уволен из вузов, где преподавал. Дело против Матвеева было прекращено в начале марта 2023 года в связи с истечением срока давности. После этого член Совета при президенте РФ по развитию гражданского общества и правам человека Александр Брод заявил, что статья 354.1 «Реабилитация нацизма» не работает в тех случаях, когда речь идет об отрицании Холокоста и в очередной раз предложил внести в УК норму об ответственности непосредственно за отрицание Холокоста.
Однако в 2023—2024 году по ч. 1 ст. 3541 было вынесено несколько обвинительных судебных приговоров по эпизодам, связанным с отрицанием Холокоста. В 2023 году Информационно-аналитический центр «Сова» отмечает 23 приговора по этой статье, в большинстве случаев подсудимые были осуждены за отрицание Холокоста или антисемитские публикации с оправданием уничтожения евреев нацистами. 23 декабря 2024 года Пермский краевой суд приговорил 65-летнего жителя посёлка Пашия в Пермском крае Андрея Первушина к 3 годам лишения свободы условно (с испытательным сроком 3 года) за публикацию четырёх комментариев, в которых он отрицал массовые убийства евреев в нацистской Германии.

## Международные связи российских отрицателей
Появление и сотрудничество русских националистов и неонацистов с западными коллегами стало возможным после распада СССР. Такие контакты с западными отрицателями были инициированы в начале 1990-х годов. В ноябре 1992 года члены организации «Память» должны были принять участие в международной антисионистской конференции в Швеции, которая в последний момент была отменена правительством этой страны. На этой конференции планировались доклады Дэвида Ирвинга, Робера Фориссона и Фреда Лейхтера.
В 1997 году Олег Платонов первым из российских отрицателей принял участие в ежегодной конференции американского «Института пересмотра истории» и в том же году вошёл в состав редколлегии журнала Journal of Historical Review. С 1995 года по 2000 год в Москве неоднократно побывали Юрген Граф, Карло Маттоньо, Рассел Граната (англ. Russel Granata) и один из ведущих издателей ревизионистской литературы Эрнст Цюндель. Цюндель отметил активную позицию российских отрицателей. В конце 1990-х начале 2000-х в Россию систематически приезжал бывший лидер Ку-клукс-клана в Луизиане отрицатель Дэвид Дюк. Как пишут немецкие ученые Томас Грумке и Бернд Вагнер, здесь он нашёл внимание и понимание, которых ему недоставало на родине, а его книга «Еврейский вопрос глазами американца» на русском языке распространялась даже в книжном магазине в Государственной Думе.
26—27 января 2002 года в Москве прошла «Международная конференция по глобальным проблемам всемирной истории», в которой приняли участие такие известные в мировом ревизионистском движении активисты, как Юрген Граф, Ахмед Рами, Дэвид Дюк и Рассел Граната. Спонсором конференции выступил журнал Barnes Review, издателем которого был отрицатель Холокоста и расист Уиллис Карто. Рассел Граната утверждал, что именно в России отрицателям Холокоста удалось найти понимание и поддержку.
«Институт пересмотра истории» опубликовал статью о «ревизионистском прорыве в России». В ней был описан спецвыпуск газеты «Русский Вестник» на тему отрицания Холокоста, указаны Юрген Граф и Олег Платонов — как редакторы данного спецвыпуска, а также упомянут ряд других ревизионистских публикаций.
Юрген Граф укрывался в России от уголовного преследования со стороны швейцарского правосудия до истечения срока давности с 2001 по 2018 год.